# Рико Фрајмут
Рико Фрајмут (Потсдам, 14. март 1988.) некадашњи је немачки атлетичар који се специјализовао за десетобој. Освојио је две медаље на светским првенствима, бронзу 2015. и сребро 2017. године.
Рико је син Увеа Фрајмута, десетобојца, и нећак Јерга Фрајмута, скакача у вис.
Рико је играо фудбал до своје 14. године, када је започео тренинге у атлетици. Фудбалу се вратио у лето 2018. и од јула 2018. игра за фудбалски клуб Ромонта Амсдорф у регионалној лиги покрајине Саксонија-Анхалт.
Рико Фрајмут је атлетику тренирао са Волфгангом Кунеом, који је био вицешампион НДР у десетобоју 1979. Фрајмут је немачки спортиста-војник у групи за спортску подршку Бундесвера у Франкенбергу.
1. октобра 2020. Рико Фрајмут је објавио да се повлачи из такмичарског спорта. Од тада је на телевизији коментарисао такмичења у десетобоју за Еуроспорт.

## Међународна такмичења
| Година                 | Такмичење                           | Место                        | Позиција               | Дисциплина             | Резултат               | Белешка                |
| Представљајући Немачку | Представљајући Немачку              | Представљајући Немачку       | Представљајући Немачку | Представљајући Немачку | Представљајући Немачку | Представљајући Немачку |
| ---------------------- | ----------------------------------- | ---------------------------- | ---------------------- | ---------------------- | ---------------------- | ---------------------- |
| 2007                   | Европско првенство за јуниоре       | Хенгело, Холандија           | 3.                     | Десетобој              | 7.524 поена            |                        |
| 2009                   | Европско првенство за млађе сениоре | Каунас, Литванија            | 10.                    | Десетобој              | 7.513 поена            |                        |
| 2011                   | Светско првенство                   | Даегу, Јужна Кореја          | Без пласмана           | Десетобој              | Одустао                |                        |
| 2012                   | Олимпијске игре                     | Лондон, Уједињено Краљевство | 6.                     | Десетобој              | 8.320 поена            |                        |
| 2015                   | Светско првенство                   | Пекинг, Кина                 | 3.                     | Десетобој              | 8.561 поена            |                        |
| 2016                   | Олимпијске игре                     | Рио де Жанеиро, Бразил       | –                      | Десетобој              | Одустао                |                        |
| 2017                   | Светско првенство                   | Лондон, Уједињено Краљевство | 2.                     | Десетобој              | 8.564 поена            |                        |